# Kerberos

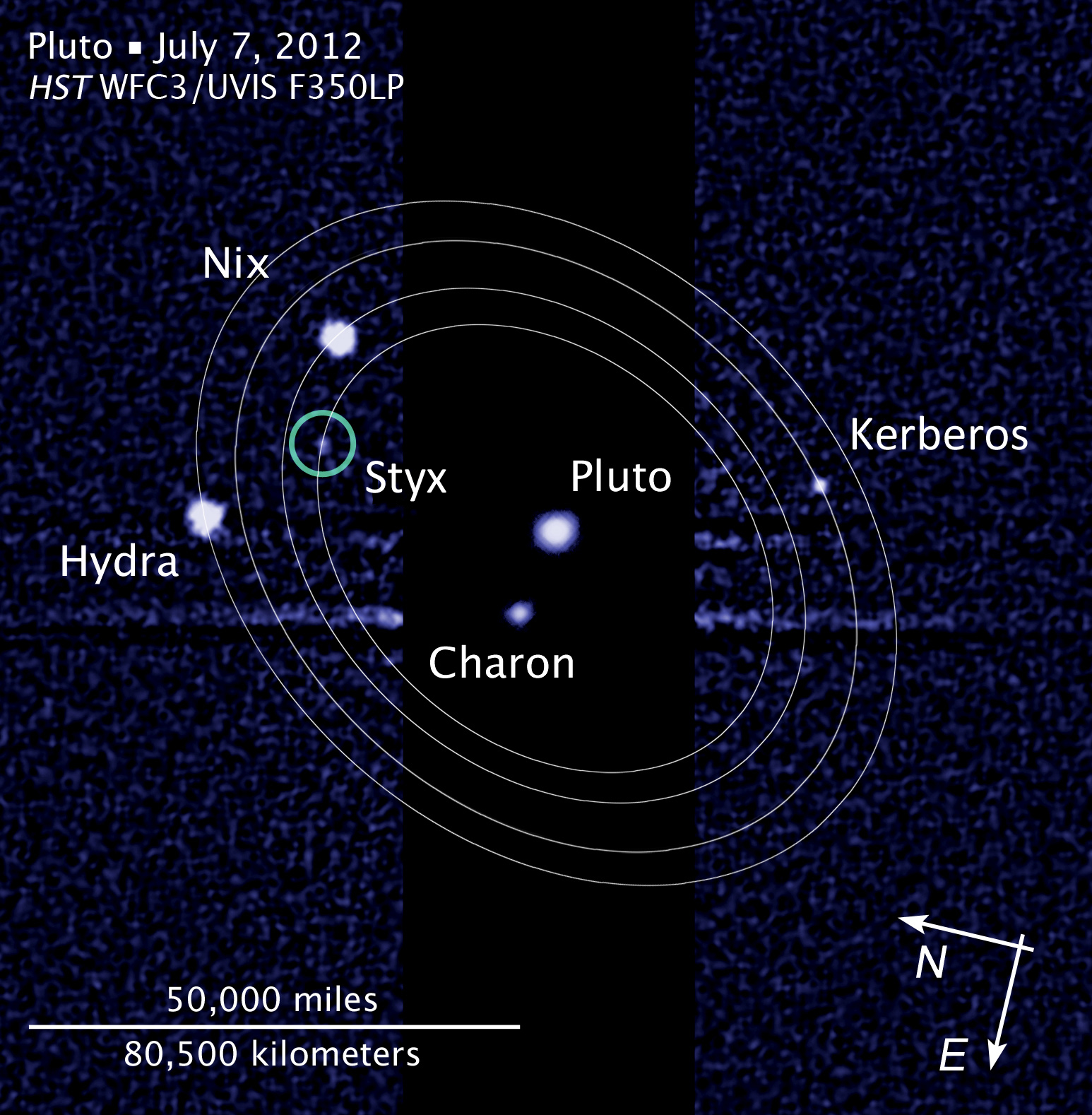
A Pluto öt holdja

A Kerberos a Pluto holdja, Kerberosz görög mitológiai alakról kapta a nevét.
A Kerberost 2011. július 20-án fedezte fel a Hubble űrtávcső. A hold átmérője 13 és 34 km közötti, pályája a Nix és a Hydra között van, a törpebolygótól 59 ezer km-re kering.
A Nemzetközi Csillagászati Unió 2013. július 2-án hivatalosan nevezte el a holdakat Kerberosnak és Styxnek.
Átmeneti neve P4 volt.